# Finance and Revenue FC
Der Finance and Revenue Football Club (FRFC) ist ein Fußballverein in Rangun, Myanmar, und war über viele Jahre der sportlich dominierende Klub des Landes. Wie die Mehrzahl seiner Kontrahenten ist er in der Hauptstadt Rangun ansässig und wird von einer Regierungsbehörde, in seinem Fall vom Ministerium für Handel und Finanzen, geführt.

## Geschichte
In der Burma First Division konnte sich der Verein im Laufe der Jahre 17  und in der daraus hervorgegangenen Myanmar Premier League ab 1996 elf weitere Meistertitel sichern. International auf sich aufmerksam machte er 2004, als man am 14. Oktober den IFA Shield – den viertältesten Pokalwettbewerb der Welt – gewann. Im Finale setzte sich FRFC mit 4:2 n. E. (1:1 n. V.) gegen den indischen Titelverteidiger Mohun Bagan AC durch.
Im April 2009 wurde mit der Myanmar National League die erste Profi-Liga Myanmars eingeführt. Diese schließt alle von staatlichen Organen kontrollierten Vereine aus, weshalb FRFC 17 seiner Spieler für insgesamt 9,7 Millionen Kyats (etwa 1,14 Millionen Euro) verkaufte.

## Erfolge
- IFA Shield: 2004
- Myanmar Premier League: 1996, 1997, 1999, 2000, 2002, 2003, 2004, 2005, 2006, 2007, 2008
- Myanmar Premier League Cup: 2009